# Schlacht von Breslau
Pirna – Lobositz – Prag – Gabel – Kolin – Groß-Jägersdorf – Moys – Roßbach – Breslau – Leuthen – Domstadtl – Olmütz – Neisse – Zorndorf – Hochkirch – Kay – Kunersdorf – Hoyerswerda – Maxen – Koßdorf – Landeshut – Liegnitz – Oschatz – Berlin – Wittenberg – Torgau – Döbeln – Burkersdorf – Reichenbach – Freiberg
Am 22. November 1757 kam es während des Siebenjährigen Krieges zur Schlacht bei Breslau (auch Schlacht an der Lohe genannt) zwischen Preußen und Österreich.

## Ausgangslage
Während der preußische König Friedrich II. 1757 noch in Sachsen operierte, sollte der Herzog von Braunschweig-Bevern mit 32.000 Mann Schlesien decken. Dies stellte sich bald als schwierige Aufgabe heraus, musste er sich doch einer österreichischen Übermacht stellen. Prinz Karl und Leopold Joseph Graf Daun führten die Hauptarmee mit 54.000 Mann. Zudem konnte noch das Korps unter Franz Leopold von Nádasdy mit 28.000 Mann herangezogen werden. Die Österreicher wollten trotz ihrer Überlegenheit zunächst eine Schlacht vermeiden. Vielmehr sollte die Hauptarmee die Preußen binden, damit Nádasdys Truppen die Festung Schweidnitz erobern konnten. Schweidnitz war eine Schlüsselstellung, um den Nachschub von Böhmen nach Schlesien zu sichern.
Nachdem das Korps Nádasdy auf 43.000 Mann verstärkt wurde, schlossen die Österreicher Schweidnitz am 14. Oktober ein. Zur Übergabe kam es dann bereits am 13. November. Bislang hatte Bevern die österreichische Hauptarmee in Schach gehalten. Diese wurde nun durch die Vereinigung mit dem Korps Nádasdy erheblich verstärkt.
Aufgrund dieser Verstärkung gab die österreichische Heeresleitung ihre defensive Haltung auf und entschied sich für einen sofortigen Angriff auf die Preußen. Breslau sollte also vor dem Eintreffen der preußischen Hauptmacht genommen werden, damit diese nicht ihr Winterquartier in Schlesien beziehen könnte.
Die Preußen verfügten über 40 Bataillone und 102 Schwadronen (zusammen 28.400 Mann). Die österreichische Armee bestand aus 96 Bataillonen, 93 Grenadier-Kompanien, 141 Schwadronen und 228 Geschützen (zusammen 83.606 Mann).

## Schlachtverlauf
Karl Alexander von Lothringen griff die preußischen Truppen am 22. November vor den Toren Breslaus zwischen den Dörfern Kosel und Gräbschen an und eröffnete die Schlacht mit einer Kanonade. Die Preußen, die sich in den umliegenden Dörfern verschanzt hatten, wurden dann an drei Punkten angegriffen. Nachdem die Österreicher die ersten Dörfer erobern konnten, besetzten sie sie mit Haubitzen und intensivierten ihre Kanonade noch. Der Herzog von Braunschweig-Bevern sammelte noch einmal zehn Regimenter und startete einen Gegenangriff. Es begann ein zähes und blutiges Ringen um die Dörfer, wobei die Preußen gegen die österreichische Übermacht durchaus Erfolge zu verzeichnen hatten. Ob Bevern sich nicht einem erneuten Angriff am nächsten Tag aussetzen wollte oder ob der plötzlich einsetzende Rückzug ohne Befehl geschah, wurde nie geklärt; jedenfalls wurde Prinz Karl das Schlachtfeld überlassen. Die Preußen gingen über Breslau nach Glogau zurück.
Die fast den ganzen Tag dauernde Schlacht kostete die Österreicher 5.723 Mann, darunter die Generäle Feldzeugmeister (Feldmarschall) von Kheul und den Generalmajor Graf von Wrbna, 5 weitere Generäle wurden verwundet.
Auf Seite der Preußen wurden 6.350 Mann tot oder verwundet, darunter Generalleutnant von Penavaire, Generalleutnant von Schultze, Generalmajor von Ingersleben und Generalmajor von Kleist, zwei weitere Generäle wurden verwundet.

## Auswirkungen
Nach dem Abzug der preußischen Armee blieben 10 Bataillone unter General Johann Georg von Lestwitz in der Festung Breslau zurück. Die Österreicher richteten sich sofort auf die Belagerung ein; die Leitung der Operation übernahm General Nádasdy. Die österreichisch gesinnte Stadtbevölkerung Breslaus erschwerte die preußische Verteidigung. So bedrängten Bürger Lestwitz, die Festung zu räumen; zudem halfen sie preußischen Fahnenflüchtigen.
Die Moral der Preußen war aufgrund der Niederlage in der Feldschlacht und dem hohen Anteil zum Dienst gepresster Soldaten sehr gering. Die Disziplin löste sich nahezu auf. Lestwitz kapitulierte daher in der Nacht zum 25. November gegen freien Abzug. Von den 4.227 preußischen Soldaten traten jedoch nur 599 Mann den Marsch gen Glogau an, der Rest entfloh dem verhassten Militärdienst.
Friedrich II. musste seine Feldzugpläne aufgrund dieser Ereignisse vollkommen ändern. Er blieb jedoch entschlossen, die österreichische Armee anzugreifen, um ihr Schlesien wieder zu entreißen. Preußen war auf die finanziellen Leistungen Schlesiens sowie auf das Menschenpotenzial für künftige Rekrutierungen angewiesen, um den Krieg weiterhin fortführen zu können. In der Schlacht bei Leuthen am 5. Dezember 1757 erlitten die Österreicher eine schwere Niederlage, welche Friedrich die erneute Belagerung Breslaus ermöglichte. Die österreichische Garnison unter Feldmarschall-Leutnant Sprecher von Bernegg betrug 14.500 Mann, dazu kamen noch 6000 Kranke und Blessierte. Am 7. Dezember wurde die Stadt zur Übergabe auf freien Abzug aufgefordert. Nach der Ablehnung begannen etwa 20.000 Preußen (32 Bataillone und 48 Eskadronen) mit der Zernierung. Ein am 18. Dezember tagender Kriegsrat verwarf den Vorschlag des Generals Beck zum Ausbruch der kampffähigen Garnison nach Oberschlesien. Am 19. Dezember gingen vier Vorstädte verloren, am 21. Dezember kapitulierten 17.635 Österreicher mit 81 Kanonen. Kurz nach Breslau fielen am 24. auch Troppau und am 28. Dezember Liegnitz in die Hand der Preußen. General Fouqué begann am 31. Dezember mit der Belagerung der Festung Schweidnitz.